# Oroszlán csillagkép
Az Oroszlán (latin: Leo) egy csillagkép, egyike a 12 állatövi csillagképnek.

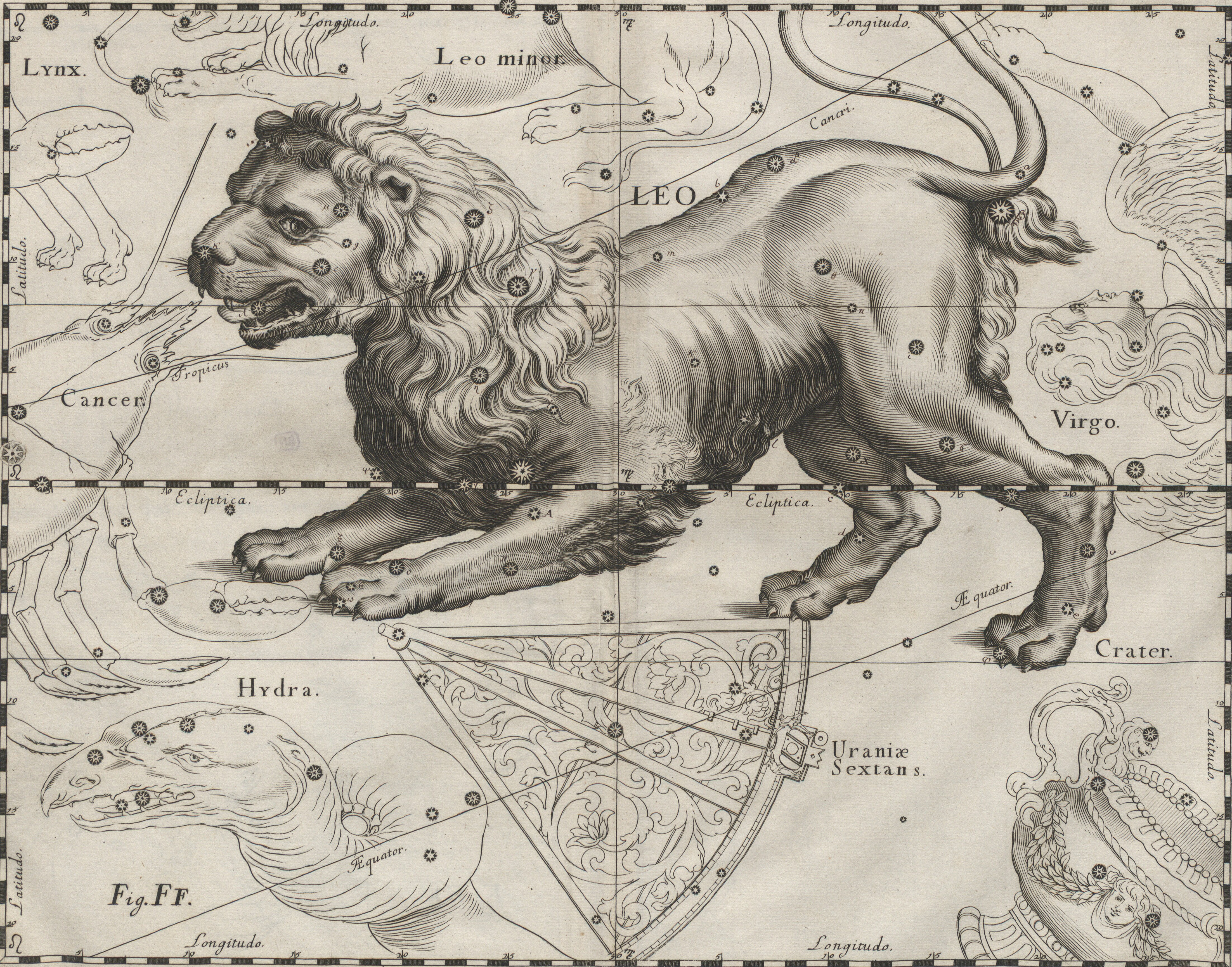
Az Oroszlán csillagkép a Heveliusban

Jele: 

## Története, mitológia
Az Oroszlán csillagkép a nemeai oroszlánról kapta a nevét, akit Héraklész pusztított el a tizenkét munkájának egyike során. A szörnyet Zeusz helyezte az égre Héraklész hőstette emlékére.
A nemeai oroszlán egyébként az Orthosz nevű kutya és ennek édesanyja, Ekhidna gyermeke, a thébai Szphinx testvére volt, akit Héra, mások szerint Szeléné nevelt fel.

## Látnivalók

### Csillagok
- α Leonis - Regulus, a csillagkép legfényesebb csillaga: kékesfehér színű, B7V színképosztályú, fényrendje 1,36m, és 78 fényévnyire van a Földtől. A magyar neve Királyocska vagy Kis király, a név valószínűleg Kopernikusztól származik. A Regulus csaknem pontosan az ekliptikán fekszik.
- β Leonis - Denebola, az oroszlán farka, kékesfehér színű (A3V), másodrendű csillag (2,14m), 36 fényévnyire van tőlünk.
- γ Leonis - Algieba, az oroszlán sörénye már kis távcsővel is feloldható kettőscsillag (K0III + G7III), az egyik csillag mintegy 30-szor, a másik 90-szer fényesebb a Napnál. Távolsága 126 fényév. A közelében van a Leonida meteorraj radiánsa. Ennek a rajnak minden év november közepén van a maximuma, a raj egyes években különösen aktív.
- δ Leonis - Zosma, A4V színképosztály, fényessége 2,56m, távolsága 58 fényév.
- ε Leonis - Ras Elased Australis, GIII színképosztály, fényessége 2,97, távolsága 250 fényév.
- ζ Leonis - Adhafera: 3,4 magnitúdós csillag, látszólagos triplett, látcsővel már látható a két hatodrendű kísérője. 260 fényévnyire van tőlünk.
- τ Leonis: ötödrendű vörös óriás, 620 fényév távolságra van a Földtől.
- R Leonis: ennek a vörös óriásnak 310 naponként 5 - 10m között változik a fényessége.
- CW Leo (IRC +10216) a legerősebben sugárzó infravörös csillag, a hullámhossza 10 μm.

A csillagkép egyéb megnevezett csillagai: θ Leonis (Chort), κ Leonis (Al Minliar al Asad ), λ Leonis (Alterf) és ο Leonis (Subra).
A Regulus, a η Leonis, a γ Leonis, a ζ Leonis, a μ Leonis (Ras Elased Borealis) és az ε Leonis (Ras Elased Australis) csillagok alkotják az oroszlán fejét és a sörényét.

Az Oroszlán csillagkép

### Mélyég-objektumok
- M65 (NGC 3623): spirálgalaxis
- M66 (NGC 3627): spirálgalaxis
- M95 (NGC 3351): spirálgalaxis
- M96 (NGC 3368): spirálgalaxis
- M105 (NGC 3379): elliptikus galaxis
- NGC 3626: spirálgalaxis

## Fordítás
- Ez a szócikk részben vagy egészben  a   Leo (constellation) című angol Wikipédia-szócikk fordításán alapul.  Az eredeti cikk szerkesztőit annak laptörténete sorolja fel. Ez a jelzés csupán a megfogalmazás eredetét és a szerzői jogokat jelzi, nem szolgál a cikkben szereplő információk forrásmegjelöléseként.